# Näsby församling, Växjö stift
Näsby församling är en församling i Njudung-Östra Värends kontrakt i Växjö stift, Vetlanda kommun. Församlingen ingår i Vetlanda pastorat.
Församlingskyrka är Näsby kyrka.

## Administrativ historik
Församlingen har medeltida ursprung.
Församlingen utgjorde tidigt ett eget pastorat för att senare vara annexförsamling till 1604 i pastoratet Bäckseda och Näsby och från 1604 till 1685 återigen utgöra ett eget pastorat och från 1686 till 1962 åter vara annexförsamling i pastoratet Bäckseda och Näsby. Från 1962 till 1995 var församlingen annexförsamling i pastoratet Vetlanda, Bäckseda och Näsby. Från 1995 var församlingen annexförsamling i pastoratet Vetlanda, Näsby, Björkö och Nävelsjö. Pastoratet utökades 2018.

## Klockare, kantor och organister
| Ämbetstid | Namn                      | Levnadstid | Övrigt                |
| --------- | ------------------------- | ---------- | --------------------- |
| 1717-1724 | Nils                      |            | Klockare              |
| 1730-1740 | Zacharias                 |            | Klockare              |
| 1742-1745 | Lindvall                  |            | Organist och klockare |
| 1746      | Adam Lindgren             |            | Organist och klockare |
| 1747-1749 | Jacob Aschling            |            | Organist och klockare |
| 1750-1768 | Nils Svensson Bäckström   |            | Organist och klockare |
| 1759-1775 | Daniel Aschling           | 1731-      | Organist och klockare |
| 1775-1812 | Johan Hellström           | 1750-1812  | Organist och klockare |
| 1812-1815 | Claes Peter Wimmerstedt   | 1796-      | Organist och klockare |
| 1815-1816 | Johan Johansson Ahlstrand | 1794-1816  | Organist och klockare |
| 1817-1869 | Alexander Magnus Nylander | 1794-1869  | Organist och klockare |